# Schweizer Rugby-Union-Meisterschaft
Als Schweizer Rugby-Union-Meisterschaft bezeichnet man die Gesamtheit der Schweizer Männer-Ligen in der Sportart Rugby Union, die seit 1972 von der Fédération Suisse de Rugby organisiert werden. Es sind ausschliesslich Amateurteams beteiligt, die in vier Ligen eingeteilt sind. Aufgrund der Nähe zur Rugby-Hochburg Frankreich ist der Rugbysport vor allem in der Romandie verbreitet. Die erfolgreichsten Vereine stammen aus den Kantonen Genf und Waadt.

## Aktuelle Situation
Es bestehen insgesamt vier Ligen mit der Bezeichnung Nationalliga A, B, C und D, wobei letztere in eine Ost- und Westgruppe aufgeteilt ist. Seit der Saison 2015/16 besteht die höchste Liga, die Nationalliga A, aus acht Vereinen. Diese bestreiten eine doppelte Round Robin, bei der jeder Verein je einmal zuhause und auswärts gegen alle anderen Vereine antritt. Die zwei Bestplatzierten qualifizieren sich anschliessend für den Final und spielen den Meistertitel unter sich aus. Der Letztplatzierte steigt in die Nationalliga B ab. Für die unteren Ligen gelten ähnliche Regeln.
Die folgenden acht Teams spielten in der Saison 2024/25 in der Nationalliga A:
| Mannschaft                | Stadion                      | Gemeinde, Kanton                          |
| ------------------------- | ---------------------------- | ----------------------------------------- |
| RC Avusy                  | Stade d’Athenaz              | Avusy, Kanton Genf                        |
| Hermance RRC              | Stade Marius Berthet         | Chens-sur-Léman, Département Haute-Savoie |
| RC Genève Plan-les-Ouates | Centre sportif des Cherpines | Plan-les-Ouates, Kanton Genf              |
| Lausanne UC               | Centre sportif de Dorigny    | Saint-Sulpice, Kanton Waadt               |
| Stade Lausanne RC         | Centre sportif de Chavannes  | Chavannes-près-Renens, Kanton Waadt       |
| Nyon RC                   | Centre sportif de Colovray   | Nyon, Kanton Waadt                        |
| RC Yverdon                | Stade Municipal              | Yverdon-les-Bains, Kanton Waadt           |
| Grasshopper Club Zürich   | Sportanlage Allmend Brunau   | Zürich, Kanton Zürich                     |

Ein Sonderfall ist der Genfer Verein Servette RC, der zwar pro forma dem Schweizer Verband angehört, aber eine französische Spiellizenz besitzt und in Frankreich in der vierthöchsten Liga Nationale 2 vertreten ist.

## Saisonübersicht
| Saison  | Meister           |
| ------- | ----------------- |
| 1972/73 | I.O.S. Genève     |
| 1973/74 | RC CERN           |
| 1974/75 | Stade Lausanne RC |
| 1975/76 | Stade Lausanne RC |
| 1976/77 | RC CERN           |
| 1977/78 | RC CERN           |
| 1978/79 | RC CERN           |
| 1979/80 | RC CERN           |
| 1980/81 | Stade Lausanne RC |
| 1981/82 | RC CERN           |
| 1982/83 | Stade Lausanne RC |
| 1983/84 | RC CERN           |
| 1984/85 | Stade Lausanne RC |
| 1985/86 | Stade Lausanne RC |
| 1986/87 | RC Yverdon        |
| 1987/88 | RC Yverdon        |
| 1988/89 | RC CERN           |
| 1989/90 | RC CERN           |

| Saison  | Meister                   |
| ------- | ------------------------- |
| 1990/91 | RC CERN                   |
| 1991/92 | Hermance RRC              |
| 1992/93 | Hermance RRC              |
| 1993/94 | Hermance RRC              |
| 1994/95 | Hermance RRC              |
| 1995/96 | Nyon RC                   |
| 1996/97 | Hermance RRC              |
| 1997/98 | Hermance RRC              |
| 1998/99 | Hermance RRC              |
| 1999/00 | Hermance RRC              |
| 2000/01 | Hermance RRC              |
| 2001    | RC Zürich                 |
| 2002    | Hermance RRC              |
| 2003    | RC Avusy                  |
| 2004    | Hermance RRC              |
| 2005    | Nyon RC                   |
| 2006    | RC Genève Plan-les-Ouates |
| 2006/07 | RC Genève Plan-les-Ouates |

| Saison  | Meister                   |
| ------- | ------------------------- |
| 2007/08 | Nyon RC                   |
| 2008/09 | RC Genève Plan-les-Ouates |
| 2009/10 | RC Genève Plan-les-Ouates |
| 2010/11 | RC Avusy                  |
| 2011/12 | RC Avusy                  |
| 2012/13 | Hermance RRC              |
| 2013/14 | Grasshopper Club Zürich   |
| 2014/15 | RC Genève Plan-les-Ouates |
| 2015/16 | Nyon RC                   |
| 2016/17 | Nyon RC                   |
| 2017/18 | RC Genève Plan-les-Ouates |
| 2018/19 | Grasshopper Club Zürich   |
| 2019/20 | abgebrochen               |
| 2020/21 | abgebrochen               |
| 2021/22 | RC Yverdon                |
| 2022/23 | Grasshopper Club Zürich   |
| 2023/24 | Nyon RC                   |
| 2024/25 | RC Yverdon                |

## Erfolgreichste Vereine
Folgende Vereine konnten bisher die Schweizer Meisterschaft für sich entscheiden (mit der Anzahl Titel in Klammern):
- Hermance RRC (12)
- RC CERN (10)
- Stade Lausanne RC (6)
- RC Genève Plan-les-Ouates (6)
- Nyon RC (6)
- RC Yverdon (4)
- RC Avusy (3)
- Grasshopper Club Zürich (3)
- I.O.S. Genève (1)
- RC Zürich (1)